# Frailea knippeliana
Frailea knippeliana ist eine Pflanzenart in der Gattung Frailea aus der Familie der Kakteengewächse (Cactaceae). Das Artepitheton knippeliana ehrt den deutschen Kakteengärtner Carl Knippel.

## Beschreibung
Frailea knippeliana wächst einzeln mit kurz zylindrischen, leuchtend grünen Körpern. Die Körper erreichen bei Durchmessern von 2 Zentimetern Wuchshöhen von bis zu 4 Zentimetern. Die 15 Rippen sind in flache Höcker gegliedert. Die zwei Mitteldornen sind dunkel bernsteinfarben und 3 bis 4 Millimeter lang. Sie sind kaum von den Randdornen unterscheidbar. Die 14 bernsteinfarbene Randdornen liegen an der Oberfläche des Körpers an.
Die gelben Blüten haben einen rötlichen Mittelstreifen und sind bis zu 2,5 Zentimeter lang.

## Verbreitung und Systematik
Frailea knippeliana ist in Paraguay verbreitet.
Die Erstbeschreibung als Echinocactus knippelianus durch Leopold Quehl (1849–1922) wurde 1902 veröffentlicht. Nathaniel Lord Britton und Joseph Nelson Rose stellten die Art 1922 in die Gattung Frailea. Ein weiteres nomenklatorisches Synonym ist Astrophytum knippelianum (Quehl) Halda & Malina (2005).

## Nachweise